# Chabuata amoeba
Chabuata amoeba là một loài bướm đêm trong họ Noctuidae.